# Léon Cathlin
Léon Cathlin est un écrivain et poète français influencé par le catholicisme, né le 20 mars 1882 à Servance (Haute-Saône), au lieu-dit Le Pont de Miellin. Francis Jammes dit de lui qu'il était "parmi les génies qui sont la gloire d'une époque et d'un pays". En 1912, son roman "Un prêtre" a concouru pour le prix Goncourt.
Après des études à Servance puis au Séminaire Saint colomban de Luxeuil les Bains et à la Faculté de Besançon, il devient précepteur. installé à Paris, il a notamment été éditeur de livres d'art (Directeur de la maison d'édition Le Fuseau chargé de laine). Son ami Albert Decaris illustre certains de ses romans.
Il était par sa mère, Zulma Varelle (1856-?), l'arrière petit-fils du fondateur de la graniterie du Pont de Miellin, Joseph François Varelle (1794-1863), établissement qui fournit au 19e siècle la semelle et le socle en porphyre vert de Ternuay du tombeau de Napoléon aux Invalides.
Mort le 21 janvier 1962 dans son appartement du 41 rue de Seine à Paris, il est enterré à Chalezeule (Doubs), commune où il a fréquemment séjourné. Sa sépulture est réalisée en granite des Ballons avec un médaillon en bronze de Claude Grange.
Une rue de Besançon porte son nom.

## Œuvres
- Un prêtre, 1911
- Leur petit garçon, 1913
- Les treize paroles du pauvre Job, 1920
- Sidonie Gavoille, 1925
- Mon bâton de berger, 1925
- Le chant de mon voyage en Grèce, illustré par Albert Decaris, 1926
- La Danse macabre ou l'Hexaméron,1927
- Le Sphinx coiffé à la du Barry; 1930
- Le Sommeil d'Endymion, illustré par Albert Decaris, 1934
- Kyrie Eleison. (Faits divers), 1934
- La Lumière des brebis, idylles luxoviennes, 1941
- Celle qu'on attend pas, 1949
- Eliacin, 1949